# Пизон
Пизон (Piso; Calpurnii Pisones) е известен клон от плебейската фамилия Калпурнии в Древен Рим.
Известни с това име:
- Гай Калпурний Пизон (претор), претор 211 пр.н.е.
- Луций Калпурний Пизон Цезонин (консул 148 пр.н.е.), консул 148 пр.н.е.
- Луций Калпурний Пизон Цезонин (консул 112 пр.н.е.), консул 112 пр.н.е.
- Луций Калпурний Пизон Цезонин, консул 58 пр.н.е., дъщеря му Калпурния Пизония е съпруга на Цезар
- Луций Калпурний Пизон Понтифекс, син на консула от 58 пр.н.е., консул 15 пр.н.е.
- Луций Калпурний Пизон Авгур, консул 1 пр.н.е.
- Луций Калпурний Пизон Фруги, консул 133 пр.н.е., историк и политик 2 век пр.н.е.
- Луций Калпурний Пизон Фруги (узурпатор), 261 г. узурпатор на Галиен
- Луций Калпурний Пизон Фруги Лициниан, наследник на трона на Галба 69 г.
- Калпурния Пизония, дъщеря на Луций Калпурний Пизон Цезонин; съпруга на Гай Юлий Цезар
- Марк Пупий Пизон Фруги Калпурниан, консул 61 пр.н.е.
- Гней Калпурний Пизон (консул 139 пр.н.е.)
- Гней Калпурний Пизон (консул 23 пр.н.е.), суфектконсул
- Гней Калпурний Пизон (консул 7 пр.н.е.)
- Гней Калпурний Пизон, легат на Гней Помпей през 3 Митридатова война
- Гней Калпурний Пизон, Катилина конспитратор, пропретор в Близка Испания 65 пр.н.е.
- Гай Калпурний Пизон (консул 180 пр.н.е.)
- Гай Калпурний Пизон (консул 67 пр.н.е.)
- Гай Калпурний Пизон (консул) – римски политик, сенатор
- Гай Калпурний Пизон (консул 111 г.)
- Квинт Калпурний Пизон, консул 135 пр.н.е.